# A History of the English-Speaking Peoples
A History of the English-Speaking Peoples (Histoire des peuples anglophones) est un livre en quatre volumes d'histoire de la Grande-Bretagne et de ses anciennes colonies et possessions, écrit par Winston Churchill. Il couvre la période allant de l'expédition de Jules César en Bretagne en 55 av. J.-C. jusqu'au début de la Première Guerre mondiale en 1914. Il en commença l'écriture en 1937. Winston Churchill, qui a toujours mené un très grand train de vie et qui a toujours évité de sombrer sous les dettes grâce à la publication de ses écrits, pour l'occasion, avait été payé d'avance par son éditeur pour les premières pages de son ouvrage. C'est ainsi que pressé de remplir ses obligations vis-à-vis de son éditeur, en pleine crise d'invasion de la Tchécoslovaquie par Hitler, Winston alterne gestion de la crise et rédaction de son ouvrage. Le livre ne fut publié qu'entre 1956 et 1958, après plusieurs reports dus à la guerre et aux travaux de Churchill sur d'autres projets.

## Édition en français
Une édition en français, avec une traduction d’Armel Guerne, a été publiée par la Librairie Plon en 1957, et rééditée par metvox en 2017 :
Histoire des peuples de langue anglaise
- Tome I. — Naissance d’une nation, Plon, 1957 ; Metvox Publications, 2017  (ISBN 979-10-94787-21-2).
- Tome II. — Le Monde nouveau, Plon, 1957 ; Metvox Publications, 2017  (ISBN 979-10-94787-23-6).
- Tome III. — Les Temps de la révolution, Plon, 1957 ; Metvox Publications, 2017  (ISBN 979-10-94787-26-7).
- Tome IV. — Les grandes démocraties, Plon, 1957 ; Metvox Publications, 2017  (ISBN 979-10-94787-28-1).